# Ferenc Németh
Ferenc Németh (n. 4 aprilie 1936, Budapesta, Regatul Ungariei) este un sportiv ce a reprezentat Ungaria, medaliat olimpic. A participat la o ediție a Jocurilor Olimpice (1960) în care a câștigat două medalii de aur.